# فينتسيسلاف كيرشيف
فينتسيسلاف كيرشيف (بالبلغارية: Венцислав Керчев) (2 يونيو 1997 بروسه في بلغاريا - ) هو لاعب كرة قدم بلغاري في مركز الدفاع. شارك مع منتخب بلغاريا تحت 17 سنة لكرة القدم ومنتخب بلغاريا تحت 19 سنة لكرة القدم. أما مع النوادي، فقد لعب مع نادي لودوغورتس رازغراد ولودوغورتس رازغاردز II ‏.

## وصلات خارجية
- فينتسيسلاف كيرشيف على موقع قاعدة بيانات كرة القدم.إي يو (الإنجليزية)
- فينتسيسلاف كيرشيف على موقع Soccerway.com (الإنجليزية)